# Славутич (корабель управління)
«Славу́тич» U510— корабель управління Військово-Морських Сил України. Великий розвідувальний корабель проєкту 1288.4 (тип «Гофри», за класифікацією НАТО — Bambuk).

## Історія
Корабель був закладений і будувався як великий розвідувальний корабель — корабель висвітлення підводної обстановки.
За іншими даними, спочатку проєкт розроблявся як спеціальне судно допоміжного флоту ВМФ — база з розвантаження та знешкодження реакторів атомних підводних човнів.
Корабель спеціальної конструкції став єдиним такого типу за всю радянську і пострадянську історію суднобудування.
Проєкт, який отримав шифр «замовлення 698», був розроблений ЦКБ «Чорноморець» (Севастополь) на базі великого морозильного риболовецького траулера пр.1288.
Будувався на Чорноморському суднобудівному заводі в м. Миколаєві і спочатку призначався для Північного флоту СРСР.
При закладці був названий «ССВ-189», «Придніпров'я» (рос. Приднепровье). Був спущений на воду в 1990 році. Після розпаду СРСР перейменований на «Славутич» та прийнятий до складу ВМС України. Спочатку мав бортовий номер «800». Після зміни бортової нумерації кораблів і суден ВМС в липні 1994 року отримав бортовий номер «U510», який має і досі (2010).
28 липня 1992 року на гафелі корабля був піднятий державний прапор України. Переданий ВМС представниками промисловості 12 серпня 1992 року і включений до бойового складу флоту 24 серпня 1992 року. Першим командиром «Славутича» став капітан 3 рангу Валерій Мандич.
У листопаді 1992 року на «Славутичі» були урочисто підняті кормовий прапор і гюйс, розроблені в організаційній групі ВМС України(автор кап. 3 рангу Мирослав Мамчак), виготовлені і подаровані екіпажу корабля відомим українським дизайнером і кутюр'є Михайлом Вороніним;— військово-морський прапор за дизайном був близький до українського військово-морського прапору зразка 1918 року, а гюйс являв собою синє полотнище із золотим малим гербом України — тризубом у центрі.
В 2014 році «Славутич» був захоплений російськими військами і з того часу перебуває в м. Севастополі.

## Особливості конструкції та озброєння
«Славутич» унікальний, свого роду єдиний корабель.
У зв'язку з тим, що спочатку корабель проєктувався і будувався як спеціальне судно, здатне підіймати і здійснювати утилізацію ядерних реакторів атомних підводних човнів, на борту корабля була обладнана зона особливого режиму зі свинцевими перегородками, де можна виконувати роботи з утилізації радіоактивних об'єктів.
Згодом, при зміні проєкту на розвідувальний корабель висвітлення підводної обстановки, вирішили обладнати його засобами радіоелектронної та гідроакустичної розвідки, аналогічними до проєкту 10221. Крім типових засобів РЕР і РТР, на корабель передбачалося встановити унікальний шумопеленгаторний ГАС «Дністер» (рос. «Днестр») з циліндричною антеною, що опускається. Для цього у конструкції корабля була передбачена наскрізна внутрішня шахта, проте у зв'язку з розпадом СРСР станція так і не була встановлена. Надалі шахту передбачалося використовувати для прихованого виведення бойових плавців-диверсантів.
Однак, у 90-ті роки ВРЗК «Славутич», проводячи планові походи по Чорному морю, не давав дрімати військово-морським силам країн Чорноморського басейну і примушував їх приводити флоти в стан підвищеної бойової готовності.
Крім збору розвідувальної інформації Військово-Морські Сили України використовують КУ «Славутич» як корабель управління для здійснення координації бойових дій з'єднання кораблів. З цією метою, під час модернізації корабля був переобладнаний центральний пост управління (ЦПУ). Він оснащений сучасними засобами телекомунікації і управління групою кораблів. Саме звідси ведеться управління з'єднанням кораблів і здійснюється збирання і опрацювання інформації. З ЦПУ можна управляти всіма корабельними системами, контролювати режими і роботу стоянкового і головного двигунів.

## Бойова служба

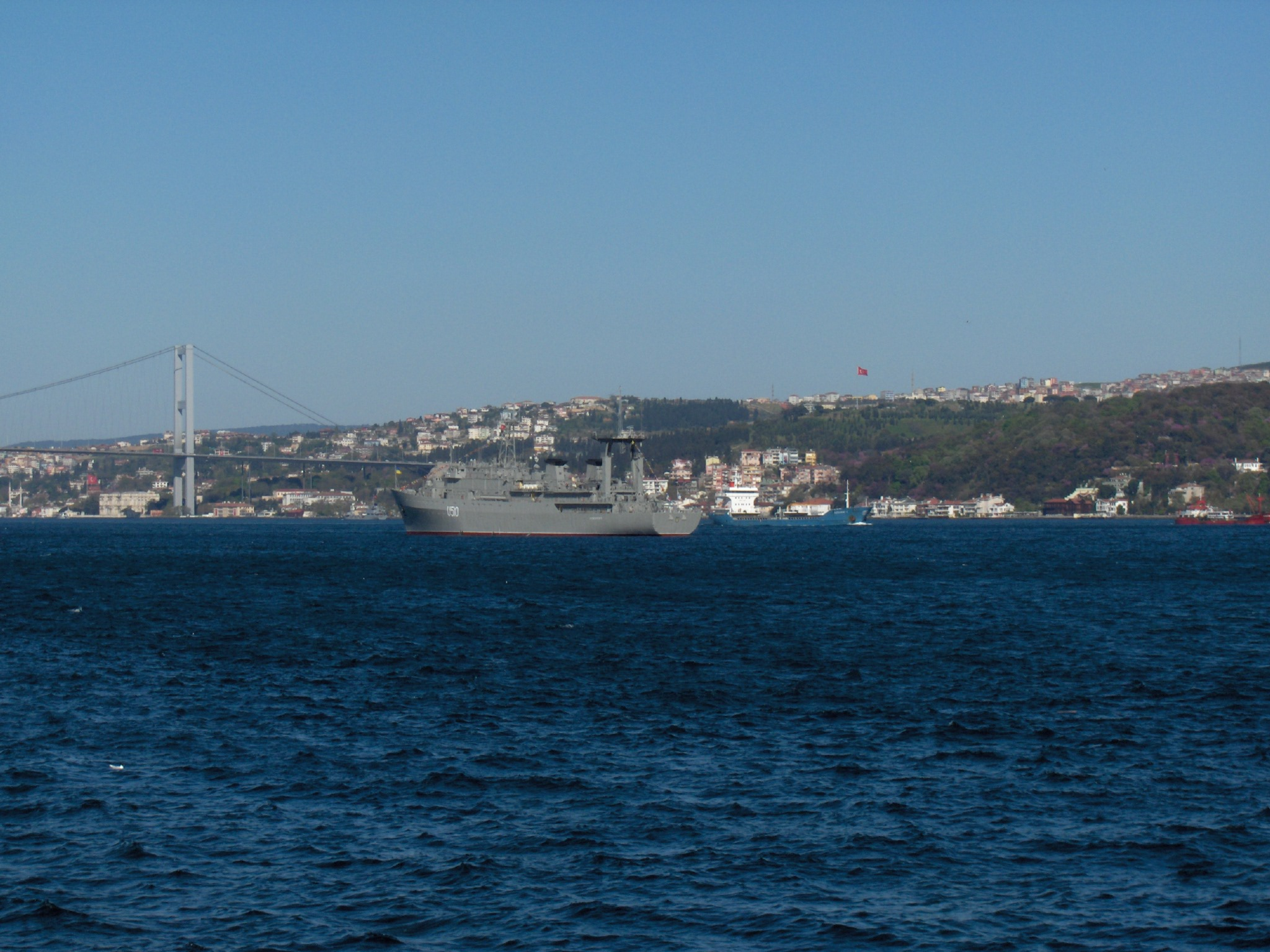
КУ «Славутич» проходить протоку Босфор

- У 1994 році «Славутич» здійснив діловий візит до Румунії в порт Констанца;
- У 1998 році — офіційний візит до Республіки Хорватія в порт Спліт;
- У 1998 році — неофіційні візити до Туреччини в порт Тузла та Болгарії в порти Бургас і Варна;
- У 1999 році разом із фрегатом «Гетьман Сагайдачний» здійснив офіційний візит до Ізраїлю в порт Хайфа;
- У 2000 році — трансатлантичний похід з офіційним візитом до США в порт Нью-Йорк, під час походу двічі здійснив ділові заходи в порт Гібралтар (Велика Британія) та на Азорські острови в порт Понта-Делгада (Португалія);
- У 2002 році, разом з великим десантним кораблем «Костянтин Ольшанський» та морським буксиром «Кременець», здійснив похід в Середземне море на міжнародні оперативно-тактичні навчання «Сі Бриз»;
- У 2002 році вперше взяв участь в активації чорноморської військово-морської групи за викликом (ЧВМГ) BLACKSEAFOR, в ході якої здійснив заходи до портів Туреччини, Болгарії, Румунії;
- У 2005 році, разом із рятувальним буксиром «Кременець» брав участьу другій фазі четвертого походу (активації) спільної чорноморської військово морської групи BLACKSEAFOR;
- 12 липня 2005 року при проведенні КУ «Славутич» артилерійських стрільб на полігоні бойової підготовки під час заряджання 14,5-мм зенітної кулеметної установки стався вибух. Гільзою патрона був смертельно поранений командир ракетно-артилерійської бойової частини корабля капітан-лейтенант Віталій Стаднійчук[7];
- У 2006 році брав участь у другій фазі п'ятої активації спільної чорноморської військово морської групи BLACKSEAFOR, разом з кораблями ВМС Болгарії «Шквал», катером ВМС Грузії «Кутаїсі», фрегатом ВМС Румунії «Марашешті», фрегатом ВМС Туреччини «Фатіх» і ВДК ЧФРФ «Ямал»;
- брав участь в активації ЧВМГ BLACKSEAFOR та у 2005, 2006, 2007, 2008, 2009, 2010, 2012 та 2013 роках здійснював морські походи з заходами до портів причорноморських держав[5];
- 12 березня 2020 року, «Славутич» було переміщено у бухту Інженерну (м. Севастополь), потім до нього було поставлено великий десантний корабель «Костянтин Ольшанський» проєкту 775, згодом до них було поставлено також нафтозбиральне судно МУС-482, гідрографічний катер «Сквира» (U635), протидиверсійний катер «Феодосія» (U240) та підводний човен «Запоріжжя» (U01) проєкту 641[8][9].

## Командири корабля
- Капітан 2 рангу Кисельов Олексій Олексійович (1997—2001)[10];
- Капітан 2 рангу Ковальов Станіслав Віталійович (2006);
- Капітан 2 рангу Кіріакіді Максим Вікторович (2009—2011)[11];
- капітан 2 рангу Глухов Дмитро Сергійович (2014).